# Robert Costanzo
Robert Costanzo (New York, 20 ottobre 1942) è un attore e doppiatore statunitense di origine italiana, figlio dell'attore Carmine Costanzo.

## Filmografia parziale

### Attore

#### Cinema
- Goodbye amore mio! (The Goodbye Girl), regia di Herbert Ross (1977)
- La febbre del sabato sera (Saturday Night Fever), regia di John Badham (1977)
- Una strada chiamata domani (Bloodbrothers), regia di Robert Mulligan (1978)
- Spara alla luna (Shoot the Moon), regia di Alan Parker (1982)
- Condannato a morte per mancanza di indizi (The Star Chamber), regia di Peter Hyams (1983)
- Due come noi (Two of a Kind), regia di John Herzfeld (1983)
- Zattere, pupe, porcelloni e gommoni (Up the Creek), regia di Robert Butler (1984)
- Lightship - La nave faro (The Lightship), regia di Jerzy Skolimowski (1985)
- La moglie del capo (The Boss Wife), regia di Ziggy Steinberg (1986)
- Atto di forza (Total Recall), regia di Paul Verhoeven (1990)
- Dick Tracy, regia di Warren Beatty (1990)
- I guerrieri della strada (Masters of Menace), regia di Daniel Raskov (1990)
- 58 minuti per morire - Die Harder (Die Hard 2), regia di Renny Harlin (1990)
- Delusion (Delusion), regia di Carl Colpaert (1991)
- Scappo dalla città - La vita, l'amore e le vacche (City Slickers), regia di Ron Underwood (1991)
- Colpo grosso a Little Italy (We're Talkin' Serious Money), regia di James Lemmo (1992)
- Abuso di potere (Unlawful Entry), regia di Jonathan Kaplan (1992)
- Mi gioco la moglie... a Las Vegas (Honeymoon in Vegas), regia di Andrew Bergman (1992)
- Il club delle vedove (The Cemetery Club), regia di Bill Duke (1993)
- Un nuovo caso per l'ispettore Dietz (Relentless 3), regia di James Lemmo (1993)
- Il migliore amico dell'uomo (Man's Best Friend), regia di John Lafia (1993)
- Genitori cercasi (North), regia di Rob Reiner (1994)
- Prendi gli occhiali e scappa (Dream a Little Dream 2), regia di James Lemmo (1995)
- Nel bene e nel male (For Better or Worse), regia di Jason Alexander (1995)
- Forget Paris, regia di Billy Crystal (1995)
- Storybook - Il libro delle favole (Storybook), regia di Lorenzo Doumani (1996)
- Underworld - Vendetta sotterranea (Underworld), regia di Roger Christian (1996)
- Lunker Lake, regia di Randy Towers (1997)
- Wounded, regia di Richard Martin (1997)
- Air Bud 2 - Eroe a quattro zampe (Air Bud: Golden Receiver), regia di Richard Martin (1998)
- Attori (With Friends Like These...), regia di Philip Frank Messina (1998)
- Hoods - Affari di famiglia (Hoods), regia di Mark Malone (1998)
- Do You Wanna Dance?, regia di Michael A. Nickles (1999)
- Il mistero del quarto piano (The 4th Floor), regia di Josh Klausner (1999)
- The Last Producer, regia di Burt Reynolds (2000)
- Mambo Café, regia di Reuben Gonzalez (2000)
- Wannabes, regia di Charles A. Addessi e William DeMeo (2000)
- Jack simpatica canaglia!! (MVP 2: Most Vertical Primate), regia di Robert Vince (2001)
- Deranged, regia di Jon C. Scheide (2002)
- Alex & Emma, regia di Rob Reiner (2003)
- L'uomo dei miei sogni (Carolina), regia di Marleen Gorris (2003)
- Down and Derby, regia di Eric Hendershot (2005)
- In the Mix - In mezzo ai guai (In the Mix), regia di Ron Underwood (2005)
- Urban Decay, regia di Harry Basil (2007)
- The Big Shot-Caller, regia di Marlene Rhein (2008)
- The Flyboys, regia di Rocco DeWilliers (2008)
- Undisputed III: Redemption, regia di Isaac Florentine (2010)
- Judy Moody and the Not Bummer Summer, regia di John Schultz (2011)
- Once Upon a Time in Brooklyn, regia di Paul Borghese (2013)
- Stevie D, regia di Chris Cordone (2016)
- Frank e Ava, regia di Michael Oblowitz (2018)
- Beast Mode, regia di Spain Willingham e Chris W. Freeman (2019)
- El Coyote, regia di Jeffrey Nicholson (2019)

#### Televisione
- Barney Miller – serie TV, 3 episodi (1977-1982)
- Baretta – serie TV, episodio 4x19 (1978)
- Rhoda – serie TV, 1 episodio (1978)
- The Bob Newhart Show – serie TV, 1 episodio (1978)
- Joe & Valerie – serie TV, 6 episodi (1978-1979)
- Alice – serie TV, (1978-1983)
- Lou Grant – serie TV, episodio 2x24 (1979)
- The Last Resort – serie TV, 15 episodi (1979-1980)
- Time Out – serie TV, 4 episodi (1979-1981)
- Bolle di sapone (Soap) – serie TV, 1 episodio (1981)
- Charlie's Angels – serie TV, episodio 5x10 (1981)
- Checking In – serie TV, 4 episodi (1981)
- Million Dollar Infield, regia di Hal Cooper – film TV (1982)
- Nancy, Sonny & Co. – serie TV, episodio 2x12 (1982)
- Quelli della pallottola spuntata (Police Squad!) – serie TV, episodio 1x03 (1982)
- New York New York (Cagney & Lacey) – serie TV, 2 episodi (1982-1986)
- A cuore aperto (St. Elsewhere) – serie TV, 3 episodi (1982-1988)
- La piccola grande Nell (Gimme a Break!) – serie TV, episodio 2x20 (1983)
- All'ultimo sangue (Blood Feud), regia di Mike Newell – film TV (1983)
- Appartamento in tre (We Got It Made) – serie TV, episodio 1x05 (1984)
- Mike Hammer investigatore privato (Mickey Spillane's Mike Hammer) – serie TV, 1 episodio (1984)
- Hill Street giorno e notte (Hill Street Blues) – serie TV, 3 episodi (1984)
- Hunter – serie TV, episodio 1x07 (1984)
- Casalingo Superpiù (Who's the Boss?) – serie TV, episodio 1x06 (1984)
- Fino all'ultimo dollaro (The Vegas Strip War), regia di George Englund – film TV (1984)
- Family Tries – serie TV, 5 episodi (1984-1987)
- La guerra dell'audience (The Ratings Game), regia di Danny DeVito – film TV (1984)
- Ai confini della realtà (The Twilight Zone) – serie TV, episodio 1x06 (1985)
- Il falco della strada (Street Hawk) – serie TV, episodio 1x13 (1985)
- Professione pericolo (The Fall Guy) – serie TV, episodio 4x21 (1985)
- Stir Crazy – serie TV, 1 episodio (1985)
- ALF - serie TV, episodio 1x10 (1986)
- Ancora tu (You Again?) – serie TV, episodio 2x24 (1986)
- L.A. Law - Avvocati a Los Angeles (L.A. Law) – serie TV, 3 episodi (1986-1987)
- La signora in giallo (Murder, She Wrote) – serie TV, episodi 2x19-7x11-11x14 (1986-1995)
- Baby Sitter (Charles in Charge) – serie TV, episodio 2x03 (1987)
- Giudice di notte (Night Court) – serie TV, episodio 5x11 (1987)
- She's the Sheriff – serie TV, 1 episodio (1987)
- Duetto (Duet) – serie TV, episodio 2x22 (1988)
- The Secret Life of Kathy McCormick, regia di Robert Michael Lewis – film TV (1988)
- Un salto nel buio (Tales from the Darkside) – serie TV, episodio 4x12 (1988)
- Anne McGuire – serie TV, 1 episodio (1988)
- Day by Day – serie TV, 1 episodio (1988)
- Colombo (Columbo) – serie TV, episodio 8x01 (1989)
- In viaggio nel tempo (Quantum Leap) – serie TV, episodio 1x08 (1989)
- Star Trek: The Next Generation – serie TV, episodio 2x19 (1989)
- The Tracey Ullman Show – varietà TV, 2 episodi (1989-1990)
- Cuori senza età (The Golden Girls) – serie TV, episodio 6x06 (1990)
- Glory Days – serie TV, 6 episodi (1990)
- Mio zio Buck (Uncle Buck) – serie TV, episodio 1x08 (1990)
- Genitori in blue jeans (Growing Pains) – serie TV, episodio 7x05 (1991)
- Sibs – serie TV, episodio 1x02 (1991)
- Sisters – serie TV, episodio 1x02 (1991)
- Beverly Hills, 90210 – serie TV, episodio 3x16 (1992)
- Civil Wars – serie TV, 1 episodio (1992)
- Indagini pericolose (Bodies of Evidence) – serie TV, 1 episodio (1992)
- Jack's Place – serie TV, 1 episodio (1992)
- Maid for Each Other, regia di Paul Schneider – film TV (1992)
- Oltre il ponte (Brooklyn Bridge) – serie TV, 2 episodi (1992)
- Un catastrofico successo (On the Air) – serie TV, 1 episodio (1992)
- Doogie Howser (Doogie Howser, M.D.) – serie TV, episodio 4x21 (1993)
- Famiglia cercasi (Almost Home) – serie TV, 1 episodio (1993)
- Il cane di papà (Empty Nest) – serie TV, episodio 6x12 (1993)
- NYPD - New York Police Department (NYPD Blue) – serie TV, 6 episodi (1993)
- The Mommies – serie TV, episodio 1x12 (1993)
- Un detective in corsia (Diagnosis: Murder) – serie TV, episodio 1x17 (1994)
- Willy, il principe di Bel-Air (The Fresh Prince of Bel-Air) – serie TV, episodio 4x26 (1994)
- Lois & Clark - Le nuove avventure di Superman (Lois & Clark: The New Adventures of Superman) – serie TV, 2 episodi (1994-1995)
- Charlie Grace – serie TV, 7 episodi (1995-1996)
- Friends – serie TV, episodio 1x13 (1995)
- Platypus Man – serie TV, 1 episodio (1995)
- Innamorati pazzi (Mad About You) – serie TV, episodio 4x13 (1996)
- Partners – serie TV, 1 episodio (1996)
- Townies – serie TV, 1 episodio (1996)
- Caroline in the City – serie TV, episodio 2x22 (1997)
- Cinque in famiglia (Party of Five) – serie TV, episodio 3x21 (1997)
- Kenan & Kel – serie TV, episodio 1x12 (1997)
- La tata (The Nanny) – serie TV, episodio 4x17 (1997)
- Murphy Brown – serie TV, episodio 9x18 (1997)
- Un angelo poco... custode (Teen Angel) – serie TV, 1 episodio (1997)
- The Tony Danza Show – serie TV, 1 episodio (1998)
- Ultime dal cielo (Early Edition) – serie TV, episodio 3x01 (1998)
- Ally McBeal – serie TV, episodio 2x17 (1999)
- Cousin Skeeter – serie TV, 1 episodio (1999)
- DiResta – serie TV, 5 episodi (1999)
- Bull – serie TV, 1 episodio (2000)
- Falcone – serie TV, 1 episodio (2000)
- G vs E – serie TV, 1 episodio (2000)
- The Norm Show – serie TV, 1 episodio (2000)
- 61* – film TV, regia di Billy Crystal (2001)
- Chiamatemi Babbo Natale (Call Me Claus), regia di Peter Werner – film TV (2001)
- Going to California – serie TV, 1 episodio (2001)
- Kate Brasher – serie TV, 1 episodio, (2001)
- Providence – serie TV, 1 episodio (2001)
- Bram and Alice – serie TV, 1 episodio (2002)
- E.R. - Medici in prima linea (ER) – serie TV, episodio 9x14 (2003)
- Helter Skelter, regia di John Gray – film TV (2004)
- Rock Me Baby – serie TV, 1 episodio (2004)
- NCIS - Unità anticrimine (NCIS) – serie TV, episodio 2x05 (2003)
- Will & Grace – serie TV, episodi 7x10-7x11 (2004)
- CSI: NY – serie TV, episodio 1x12 (2005)
- Febbre d'amore (The Young and the Restless) – serie TV, 1 episodio (2005)
- Mind of Mencia – serie TV, 1 episodio (2005)
- Il tempo della nostra vita (Days of Our Lives) – soap opera, 8 puntate (2006-2010)
- Joey – serie TV, episodio 2x15 (2006)
- Boston Legal – serie TV, episodio 3x23 (2007)
- Dirt – serie TV, episodio 1x07 (2007)
- Hannah Montana – serie TV, episodi 2x08-4x05 (2007-2010)
- Castle – serie TV, episodio 1x10 (2009)
- Reno 911! – serie TV, episodio 6x04 (2009)
- Kickin' It - A colpi di karate (Kickin' it) – serie TV, episodio 3x19 (2013)
- About a Boy – serie TV, episodio 2x17 (2015)
- 2 Broke Girls – serie TV, episodio 5x17 (2016)
- Modern Family – serie TV, episodio 8x05 (2016)
- 9JKL - Scomodi vicini (9JKL) – serie TV, episodio 1x04 (2017)
- Champions – serie TV, 8 episodi (2018)
- 9-1-1 – serie TV, episodio 3x01 (2019)
- Just Roll With It – serie TV, 1 episodio (2020)
- El Coyote the Prequel – serie TV, 1 episodio (2021)
- Tacoma FD – serie TV, 1 episodio (2021)

### Doppiatore
- Batman: La maschera del Fantasma (Batman: Mask of the Phantasm), regia di Eric Radomski e Bruce W. Timm (1993)
- House of Mouse - Il Topoclub (Disney's House of Mouse) – serie animata, episodio 4x03 (2002) – Filottete
- Kingdom Hearts – videogioco  (2002)
- Kingdom Hearts II – videogioco (2005)
- Mafia II – videogioco (2010)
- Kingdom Hearts Birth by Sleep – videogioco (2010)

## Doppiatori italiani
Nelle versioni in italiano delle opere in cui ha recitato, Robert Costanzo è stato doppiato da:
- Claudio Fattoretto in Atto di forza, Friends, CSI: NY, Boston Legal
- Giorgio Lopez in La signora in giallo (ep. 2x19), Il migliore amico dell'uomo, La figlia del Maharaja
- Elio Zamuto in NYPD - New York Police Department, Castle
- Enzo Avolio in Air Bud 2 - Eroe a quattro zampe, Il mistero del quarto piano
- Romano Ghini in Scappo dalla città - La vita, l'amore e le vacche
- Guido Cerniglia in 58 minuti per morire - Die Harder
- Angelo Nicotra in La signora in giallo (ep. 11x14)
- Eugenio Marinelli in Quelli della pallottola spuntata
- Paolo Lombardi in Casa Keaton
- Glauco Onorato in Lightship - La nave faro
- Marco Balbi in Ally McBeal
- Stefano De Sando in E.R. - Medici in prima linea
- Diego Reggente in ALF
- Paolo Buglioni in Ultime dal cielo
- Dante Biagioni in Star Trek: The Next Generation
- Carlo Reali in Champions
- Carlo Alighiero in Charlie's Angels
- Massimo Cinque ne Il club delle vedove
- Massimo Milazzo in Will & Grace
- Cesare Rasini in Undisputed III: Redemption
- Bruno Alessandro in Joey
- Renzo Stacchi in Charlie Grace
- Giuliano Santi in Dirt
- Domenico Brioschi in Kickin It - A colpi di karate
- Pietro Ubaldi in Ai confini della realtà
- Achille D'Aniello ne Il desiderio più grande
- Guido Sagliocca in 9-1-1
- Stefano Oppedisano in Tulsa King

Da doppiatore è sostituito da:
- Orlando Mezzabotta in Batman, Batman - Cavaliere della notte, Batman: SubZero
- Diego Reggente in Batman: La maschera del Fantasma
- Ennio Coltorti in House of Mouse - Il Topoclub
- Alessandro Messina in Mafia II (Joe Barbaro)
- Dario Oppido in Mafia II (Derek Pappalardo)
- Roberto Draghetti in Le avventure di Superman